# Свети Йоан Богослов (Патмос)
„Свети Йоан Богослов“ (на гръцки: Μονή Αγ Ιωάννου Θεολόγου) е православен манастир на остров Патмос (Гърция), под юрисдикцията на Константинополската патриаршия. Издигнат е на мястото, където според легендата, докато е бил в изгнание, Йоан Богослов е проповядвал и където е получил „Откровението“.
Манастирът е основан през 1088 г. от монаха Христодулос, който пристига на Патмос от остров Кос. Разрешение за построяването на манастира е получено от византийския император Алексий I Комнин, който на 11 април 1088 г. издава златна була на Христодул, с която прехвърля остров Патмос на манастира, освобождавайки го от всякакъв фиск, забранявайки на всякакви имперски служители достъп до острова. Благодарение на това Патмос се превръща в малка религиозна, почти независима република, където могат да живеят само монаси (подобно на Света гора).
За място за изграждането на манастира е избран хълма с руините на храма на Артемида. Един от блоковете на нейния храм е използван като престол на манастирския католикон на името на апостол Йоан, украсен със стенописи (най-ранният е датиран от XII век). Христодул става първият игумен на основания от него манастир, започвайки изграждането му, което продължава общо 19 години. Манастирът е построен като крепост с бастиони и кули. Около него, през годините на строителство, се формира малко селце с пасища, което поставя началото на град Хора. Манастирът редовно е бил обект на пиратски набези. Христодул го напуска и се връща на Кос, където умира около 1111 г. Въпреки това манастирът продължава да съществува, по-късно в него са пренесени мощите на Христодул, съхранявани в параклиса кръстен на него. В периода на своето зараждане манастирът е имал владения извън Патмос – на Крит, Кос, Наксос, в Смирна, на Закинтос. През XIII век остров Патмос попада под властта на Никейската империя, като императорите Теодор II Ласкарис и Михаил VIII Палеолог потвърждават правото на манастира върху Патмос (хрисовулът на Михаил VIII бил запазен в манастирската библиотека).
След 1453 г. Патмос, подобно на други егейски острови, пада под властта на османците и започва да плаща данък към османската хазна. През този период манастирът продължава да действа. Най-ценна е манастирската библиотека, която е една от най-големите християнски библиотеки. Съхранява повече от хиляда ръкописа ни книги (194 от тях принадлежат на византийския период), 11 инкунабули , около 1200 печатни книги от 16 – 18 век и няколко хиляди съвременни. Архивът на манастира съдържа уникални документи за неговата история, като се започне от хрисовула на Алексей I Комнин, който полага основите на манастира. 